# 萨利夫·迪奥
萨利夫·迪奥（Salif Diao，1977年2月10日—）是一名塞內加爾足球運動員，擔任防守中場，現時是自由身球員。

## 足球事業
戴奧出生於塞內加爾的凱杜古（Kédougou），在祖國開始他的足球生涯，在一間由法國球會摩納哥所贊助足球學校接受訓練，直至17歲他移居到法國代表摩納哥。1996年，他開始為法甲的摩納哥足球會踢球，在1999/2000年賽季更助球會贏得法甲冠軍。

### 利物浦
利物浦的法國主教練侯利亞被戴奧在2002年世界盃足球賽的出色表現吸引，因此在2002年夏天以500萬英鎊把戴奧從法國球會色當帶到晏菲路球場。侯利亞十分欣賞戴奧，甚至稱讚他為「新韋拉」。利物浦原計劃戴奧在色當多效力半個賽季至2003年1月才回到球會，但由於利物浦估計謝拉特的傷勢持續，才提早要求戴奧歸隊。
在利物浦，侯利亞經常把他安排為不同位置，包括中堅或右後衛，而非他的本行－防守中場，因此他沒法表現出他的水平。戴奧一共為利物浦射入3球，僅一球是在聯賽中打進的，是2002年對列斯聯的賽事中射入。
2003年，由於慣常的中堅組合軒索斯和希比亞因傷患或停賽而未能上陣，侯利亞曾安排他、查奧爾和比斯根分別擔任中堅位置，然而結果是災難性的。與他同期加盟的同鄉迪奧夫亦遭遇同樣問題，主教練不讓他們擔任慣常的位置。
由於二人均為同期以高價加盟，加上在世界盃期間的出色表現令球迷充滿希望，但他們與身價不相稱的表現，令球迷覺得這是球會的失敗收購。
2004年夏天，西班牙的賓尼迪斯擔任利物浦主教練，戴奧開始擔任防守中場一職，但表現不佳。在對富咸的賽事中犯錯令球隊在上半場先落後0-2，結果賓尼迪斯決定立即改用新加盟的沙比·阿朗素，下半場憑阿朗素的表現助球隊反勝4-2。之後，戴奧只能代表利物浦的預備組上陣。

### 伯明翰城
2005年1月，伯明翰城向利物浦借用戴奧，戴奧希望在伯明翰城的盡力表現吸引利物浦把他召回一隊，但他不久受傷，在餘下的賽季都在休養。2005年7月10日，賓尼迪斯簽下馬里防守中場施素高，標誌著戴奧在利物浦的機會幻滅。諷刺的是，施素高同樣是打著「新韋拉」的名號來到晏菲路。因此，戴奧希望轉會離開利物浦。

### 樸茨茅夫
2005/06賽季，戴奧沒有獲分發球衣編號，原有的15號球衣交由新加盟的高治。2005年8月，戴奧被外借至樸茨茅夫一整季，但同樣受傷了一個賽季。由於經常受傷，結果樸茨茅夫主教練哈利·列納沒有把他簽下。

### 史篤城
2006年7月，戴奧曾參加另一支英超球隊查爾頓的試訓，但最後因體測問題失去轉會機會。2006年10月10日，戴奧以外借身份加盟史篤城，在史篤城的戴奧表現出色，在2007年1月25日戴奧正式轉會至史篤城，結束效力利物浦的生涯。2007年12月，戴奧再與史篤城簽下1年半的合約
。
2010年夏季約滿後戴奧一度拒絕簽署新約，但最終同意續約兩年，擔任球員兼球隊大使。

## 國家隊
戴奧在2000年開始代表塞內加爾國家足球隊，共上陣39場，進入4球。戴奧曾代表國家隊參加大型賽事，包括非洲國家盃和世界盃足球賽。在2002年非洲國家盃中代表塞內加爾上陣，在決賽的加時賽中不敵喀麥隆，贏得亞軍。
當年塞內加爾國家隊的表現一鳴驚人，雖然首次參加世界盃卻表現出眾。戴奧在2002年世界盃足球賽的小組賽對丹麥國家隊有一球令人難忘的進球，但在該場比賽他被紅牌驅逐離場。戴奧的表現出色，助塞內加爾一直打入半準決賽，才不敵當年的季軍土耳其，結束世界盃之旅。

## 榮譽
摩納哥
- 1997/98：法國超級盃
- 1999/00：法國甲組聯賽冠軍

史篤城
- 2007/08：英格蘭冠軍聯賽亞軍

## 外部連結
- LFChistory.net 戴奧檔案 （页面存档备份，存于）
- 史篤城足球會 戴奧檔案
- 利物浦官方網頁 戴奧檔案
- 足球数据库：戴奧的球员统计数据